# Finale wereldkampioenschap voetbal 2014

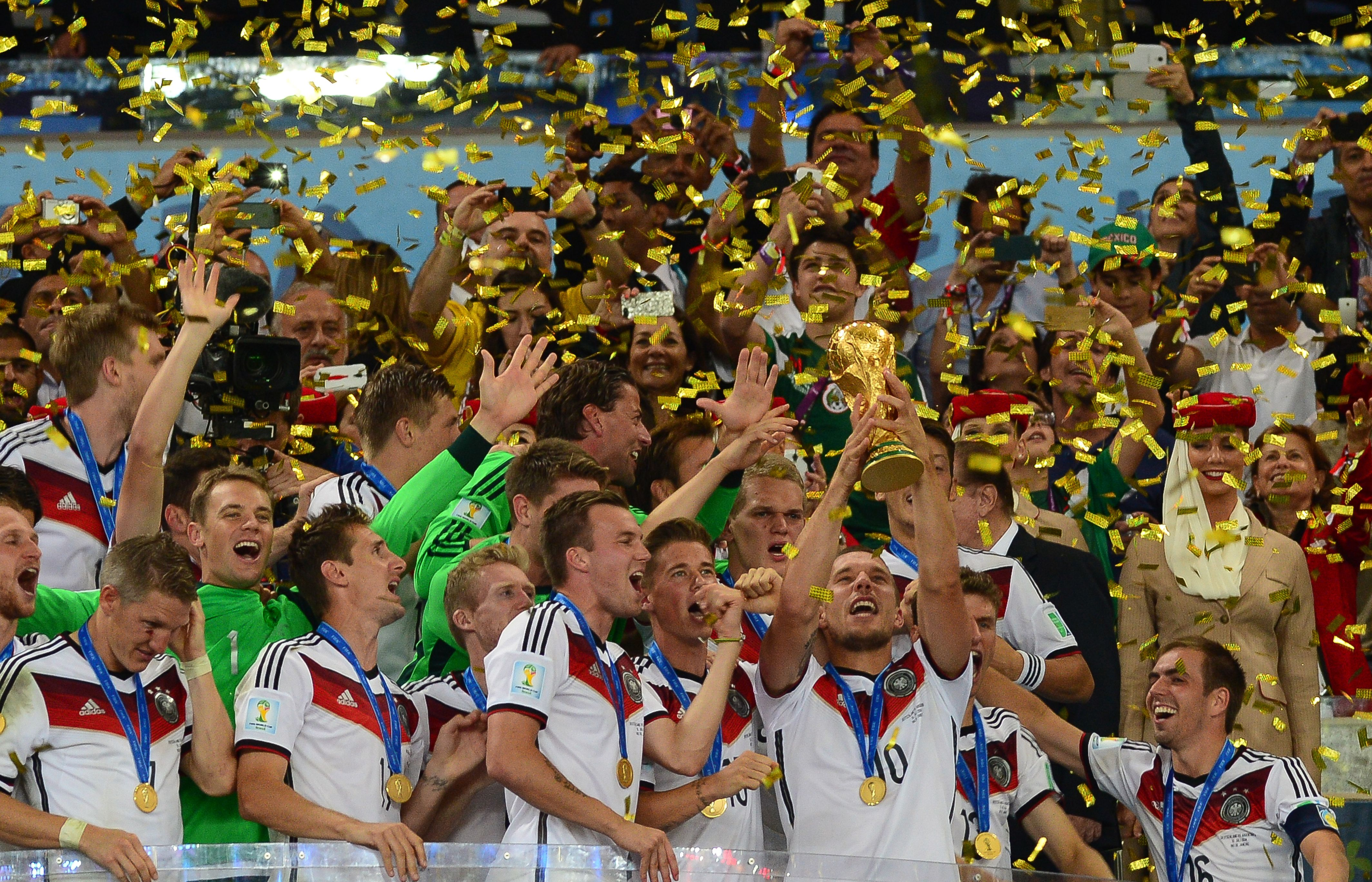
Het Duitse team houdt de beker in de lucht

De finale van het wereldkampioenschap voetbal 2014 werd gespeeld op zondag 13 juli in het Maracanã-stadion in Rio de Janeiro tussen Duitsland en Argentinië. Duitsland kwalificeerde zich door de halve finale tegen Brazilië met 1-7 te winnen en Argentinië kwalificeerde zich door bij het schieten van penalty's van Nederland te winnen. Duitsland won de wedstrijd met 1-0 en werd daarmee de nieuwe wereldkampioen. Het land nam die titel over van Spanje, dat in 2010 de wereldbeker wist te winnen in de finale tegen het Nederlands voetbalelftal.
De finale was de slotwedstrijd van het WK en werd door de Italiaan Nicola Rizzoli gefloten. Voorafgaand aan de wedstrijd vond in het stadion de slotceremonie plaats.

## Route naar de finale
| Nr. | Land       | GW | W | G | V | DV | DT | DS  | Ptn |
| --- | ---------- | -- | - | - | - | -- | -- | --- | --- |
| 1   | Duitsland  | 10 | 9 | 1 | 0 | 36 | 10 | +26 | 28  |
| 2   | Zweden     | 10 | 6 | 2 | 2 | 19 | 14 | +6  | 20  |
| 3   | Oostenrijk | 10 | 5 | 2 | 3 | 20 | 10 | +10 | 17  |
| 4   | Ierland    | 10 | 4 | 2 | 4 | 16 | 17 | −1  | 14  |
| 5   | Kazachstan | 10 | 1 | 2 | 7 | 6  | 21 | −15 | 5   |
| 6   | Faeröer    | 10 | 0 | 1 | 9 | 4  | 29 | −25 | 1   |

| Nr. | Land       | GW | W | G | V  | DV | DT | DS  | Ptn |
| --- | ---------- | -- | - | - | -- | -- | -- | --- | --- |
| 1   | Argentinië | 16 | 9 | 5 | 2  | 35 | 15 | +20 | 32  |
| 2   | Colombia   | 16 | 9 | 3 | 4  | 27 | 13 | +14 | 30  |
| 3   | Chili      | 16 | 9 | 1 | 6  | 29 | 25 | +4  | 28  |
| 4   | Ecuador    | 16 | 7 | 4 | 5  | 20 | 16 | +4  | 25  |
| 5   | Uruguay    | 16 | 7 | 4 | 5  | 25 | 25 | 0   | 25  |
| 6   | Venezuela  | 16 | 5 | 5 | 6  | 14 | 20 | −6  | 20  |
| 7   | Peru       | 16 | 4 | 3 | 9  | 17 | 26 | −9  | 15  |
| 8   | Bolivia    | 16 | 2 | 6 | 8  | 17 | 30 | −13 | 12  |
| 9   | Paraguay   | 16 | 3 | 3 | 10 | 17 | 31 | −14 | 12  |

| Nr. | Land             | GW | Win | Gel | Ver | DV | DT | +/- | Pnt |
| --- | ---------------- | -- | --- | --- | --- | -- | -- | --- | --- |
| 1.  | Duitsland        | 3  | 2   | 1   | 0   | 7  | 2  | +5  | 7   |
| 2.  | Verenigde Staten | 3  | 1   | 1   | 1   | 4  | 4  | 0   | 4   |
| 3.  | Portugal         | 3  | 1   | 1   | 1   | 4  | 7  | −3  | 4   |
| 4.  | Ghana            | 3  | 0   | 1   | 2   | 4  | 6  | −2  | 1   |

| Nr. | Land                  | GW | Win | Gel | Ver | DV | DT | +/- | Pnt |
| --- | --------------------- | -- | --- | --- | --- | -- | -- | --- | --- |
| 1.  | Argentinië            | 3  | 3   | 0   | 0   | 6  | 3  | +3  | 9   |
| 2.  | Nigeria               | 3  | 1   | 1   | 1   | 3  | 3  | 0   | 4   |
| 3.  | Bosnië en Herzegovina | 3  | 1   | 0   | 2   | 4  | 4  | 0   | 3   |
| 4.  | Iran                  | 3  | 0   | 1   | 2   | 1  | 4  | −3  | 1   |

## De teams voorafgaand aan de wedstrijd

### Duitsland
Duitsland verscheen op de recentste editie van de FIFA-wereldranglijst op de tweede plaats achter Spanje. Op de eerste wereldranglijst van de FIFA van december 1992 stond Duitsland gelijk op plaats één en het land hield het vol tot mei 2000 om tussen plaats één en vijf te blijven. Tot dát tijdstip stond Duitsland zes keer op nummer één sinds zijn intrede op de lijst. Vanaf mei 2000 dook Duitsland na een paar maanden op de vijfde plaats te hebben gestaan naar beneden. Het land klom weer omhoog, maar bereikte in oktober 2001 zijn dieptepunt met een 14e plaats. Een jaar later stond Duitsland weer op plaats vier, maar begin 2003 kelderde het land verder naar beneden. Op maart 2006 bereikte het land weer een dieptepunt met een 22e plaats. Daarna begon het land te stijgen en voorafgaand aan de lijst van juli 2006 steeg Duitsland zelfs met tien plaatsen. De stijging hield begin 2007 op, nadat het land de vijfde plaats had bereikt. Met twee uitzonderingen hield Duitsland die plaats tot juli 2008 aan. Daarna steeg en daalde het land achtereenvolgens en sinds februari 2012 heeft Duitsland elke maand op drie maanden na op de tweede plaats gestaan. Duitsland won als West-Duitsland drie keer eerder een WK, namelijk in 1954, 1974 en 1990.
Op het WK startte Duitsland in groep G met Ghana, Portugal en de Verenigde Staten. De eerste wedstrijd won Duitsland met 4-0 van Portugal. Drie van deze goals werden gemaakt door Thomas Müller en de andere door Mats Hummels. De tweede wedstrijd tegen Ghana speelde Duitsland met 2-2 gelijk. Alle goals werden gemaakt in de tweede helft en de goals van het Duitse team werden gemaakt door Mario Götze en zijn wissel Miroslav Klose. In de volgende wedstrijd tegen de Verenigde Staten liep het Duitse team zijn eerste gele kaart op van het toernooi. Die werd door Benedikt Höwedes verkregen nadat hij Fabian Johnson had neergehaald. Die wedstrijd werd uiteindelijk door Duitsland met 0-1 gewonnen. Het land behaalde in de groepsfase zeven punten, wat genoeg was voor de eerste plaats van de groep.
Duitsland ging door naar de achtste finales en kwam daar tegenover Algerije te staan. In de wedstrijd werd tot de verlenging niet gescoord. In de verlenging scoorden uiteindelijk Mesut Özil en André Schürrle een doelpunt, maar in de 120+1e minuut werd er nog gescoord door de Algerijn Abdelmoumene Djabou. Aanvoerder Philipp Lahm kreeg in de verlenging een gele kaart. Door de overwinning kwam Duitsland in de kwartfinales terecht. Het land speelde tegen Frankrijk en won met 0-1; Mats Hummels scoorde in de dertiende minuut. Het Duitse team kreeg twee gele kaarten. Daarna kwam het land in de halve finale tegen Brazilië te staan. Duitsland won die wedstrijd met 1-7. Alle Duitse doelpunten op de twee van André Schürrle na, werden in de eerste helft gescoord. Duitsland wist in zes minuten vier keer te scoren. In de 90e minuut werd nog door de Brazilianen gescoord. Het Braziliaans voetbalteam verloor in zijn gehele historie nooit zo erg en ook verloor Brazilië voor het eerst sinds 2002 op eigen bodem. Door de winst werd Miroslav Klose topscorer van alle WK's. Hij scoorde 16 keer op een WK en haalde daarmee Ronaldo in. Door de winst van Brazilië plaatste Duitsland zich voor de finale.

### Argentinië
Argentinië staat op de laatste uitgave van de wereldranglijst op de vijfde plaats, drie plaatsen achter Duitsland. Toen de eerste wereldranglijst eind 1992 uitkwam stond het land op plaats tien en schommelde tot juli 1996 tussen de twaalfde en de vijfde plaats. Daarna dook Argentinië in twee maanden naar de 24e plaats, wat nog steeds het dieptepunt op de ranglijst voor Argentinië is. Het land klom echter weer schommelend omhoog en bleef eind 1998 een paar maanden op plaats vijf staan. Begin 1998 begon Argentinië te dalen op de ranglijst, maar al snel steeg het land naar de derde plaats, waar Argentinië ruim een jaar tot november 2001 bleef hangen. Het land bleef daarna schommelen tussen de tweede en de zesde plaats, maar had twee spontane dieptepunten; één deed zich voor in juli 2004, toen Argentinië naar de elfde plaats daalde, en de andere deed zich voor in mei 2006, toen Argentinië op de negende plaats stond. Die periode van schommelingen stopte toen Argentinië in maart 2007 haar hoogtepunt met een eerste plaats beleefde. Het land daalde daarna naar de vijfde plaats, maar begon weer te stijgen en van oktober 2007 tot juli 2008 stond Argentinië onafgebroken op plaats één. Het land daalde vanaf dat moment schommelend naar de elfde plaats, die Argentinië in februari 2012 bereikte. Het land steeg weer en gedurende geheel 2013 schommelde Argentinië tussen de vierde en de tweede plaats. Van daaruit daalde Argentinië naar zijn huidige plaats. Argentinië won twee keer eerder een WK, namelijk in 1978 en in 1986.
Op het WK zat Argentinië in groep F met Bosnië en Herzegovina, Iran en Nigeria. De eerste wedstrijd van het land was tegen Bosnië en Herzegovina, dat zich nog nooit eerder voor een WK had gekwalificeerd. Argentinië won met 2-1 dankzij een eigen doelpunt van de Bosniër Sead Kolašinac in de derde minuut. Het andere Argentijnse goal werd gemaakt door Lionel Messi in de tweede helft. De Argentijn Marcos Rojo ontving die wedstrijd een gele kaart. De tweede groepswedstrijd speelde Argentinië tegen Iran. Die wedstrijd won het land met 1-0 door een goal van Lionel Messi in de 90+1e minuut. De laatste wedstrijd van de groepsfase tegen Nigeria werd wederom door Argentinië gewonnen; ditmaal met 2-3. Lionel Messi scoorde in de eerste helft twee keer en beide keren werd een paar minuten later door de tegenstander gescoord. Er volgde echter geen Nigeriaans goal op het doelpunt van Marcos Rojo. Door de drie overwinningen werd Argentinië eerste van de groep en ging het land door naar de achtste finales.
In de achtste finales kwam Argentinië tegenover Zwitserland te staan. Argentinië won uiteindelijk met 1-0, nadat Ángel Di María in de verlenging had gescoord. Argentinië ontving in de wedstrijd ook zijn tweede, derde en vierde gele kaart van het toernooi. Door de overwinning ging Argentinië door naar de kwartfinales, waarin het tegen België kwam te staan. Argentinië won met 1-0, nadat Gonzalo Higuaín in de achtste minuut had gescoord. De Argentijn Lucas Biglia ontving in de 75e minuut een gele kaart. In de halve finale speelde het land tegen Nederland. Er werd door geen van beide landen gescoord, waardoor er penalty's werden geschoten. Argentinië wist twee penalty's van Nederland tegen te houden en miste zelf geen enkele penalty. Daardoor werd de laatste penalty van beide landen niet meer genomen. Door de halve finale te winnen kwalificeerde Argentinië zich voor de finale.

## Interlands
Duitsland en Argentinië speelden 20 keer eerder tegen elkaar en nóg twee keer als de wedstrijden van Oost-Duitsland ook worden meegerekend. Na 2005 speelde de landen vier keer tegen elkaar, waarvan voor het eerst op 30 juni 2006 in Berlijn tijdens het WK 2006. Die kwartfinale werd door Duitsland bij het schieten van penalty's gewonnen; Duitsland schoot vier penalty's in het doel en Argentinië twee. Begin tweede helft van die wedstrijd scoorde Argentinië, maar in de tachtigste minuut maakte ook Duitsland een doelpunt. In de verlenging werden geen doelpunten gemaakt. Ook op 3 maart 2010 speelden de landen tegen elkaar. De in München gehouden vriendschappelijke wedstrijd werd door Argentinië met 0-1 gewonnen. De volgende wedstrijd op 3 juli 2010 eindigde in een ruime overwinning voor Duitsland. Duitsland won die kwartfinale van het WK 2010 met 0-4. Drie van die doelpunten werden in de tweede helft gemaakt. De recentste ontmoeting vond plaats op 15 augustus 2012 in Frankfurt am Main. Argentinië won die vriendschappelijke wedstrijd met 1-3.
Van alle 20 ontmoetingen won Argentinië er negen, Duitsland er zes en werden er vijf gelijkgespeeld. Beide landen maakten tijdens die wedstrijden 28 keer een doelpunt in het doel van de tegenstander. Van de 20 ontmoetingen vonden zes wedstrijden op een WK plaats. In die zes wedstrijden maakte Duitsland 17 keer en Argentinië zeven keer een doelpunt. Dat komt neer op gemiddeld 2,8 doelpunten per wedstrijd voor Duitsland en 1,2 doelpunten per wedstrijd voor Argentinië. Tijdens de wedstrijden op het WK werden er tien gele en nul rode kaarten uitgedeeld. Vier van die gele kaarten nam Duitsland in ontvangst. Die zes WK-ontmoetingen includeren twee finales, in 1986 en in 1990. In 1986 won Argentinië met 3-2 en in 1990 won Duitsland met 1-0.

## Scheidsrechter
| Scheidsrechters geselecteerd voor de laatste vier wedstrijden | Scheidsrechters geselecteerd voor de laatste vier wedstrijden |
| ------------------------------------------------------------- | ------------------------------------------------------------- |
| Cüneyt Çakır                                                  | Enrique Osses                                                 |
| Noumandiez Doué                                               | Sandro Ricci                                                  |
| Jonas Eriksson                                                | Nicola Rizzoli                                                |
| Mark Geiger                                                   | Marco Rodríguez                                               |
| Djamel Haimoudi                                               | Carlos Velasco Carballo                                       |
| Pedro Proença                                                 | Carlos Vera                                                   |
| Ravshan Irmatov                                               | Howard Webb                                                   |
| Yuichi Nishimura                                              |                                                               |

De wedstrijd werd gefloten door de Italiaan Nicola Rizzoli, die door Renato Faverani en Andrea Stefani werd geassisteerd. De vierde official was de Ecuadoraan Carlos Vera en de vijfde official de Ecuadoraan Christian Lescano. Nicola Rizzoli was bij 23 eerdere interlands scheidsrechter en floot op dit WK drie wedstrijden. Eerder op het WK kreeg hij kritiek voor het toekennen van een penalty aan Spanje bij de wedstrijd Spanje – Nederland in de groepsfase. Rizzoli gaf in totaal 69 gele kaarten tijdens zijn interlands en geen enkele rode kaart. Hij gaf gemiddeld drie gele kaarten per interland.
Rizzoli floot drie keer een interland van Duitsland, namelijk op 12 september 2007, op 3 juni 2010 en op 12 oktober 2012. De interland op 12 september 2007 was de eerste die hij floot. Bij alle drie de interlands ging het om een vriendschappelijke wedstrijd en Rizzoli gaf in die interlands acht gele kaarten. Tijdens de eerste wedstrijd tegen Roemenië ontving Duitsland twee en Roemenië één gele kaart, tijdens de tweede wedstrijd tegen Bosnië en Herzegovina ontving alleen Bosnië en Herzegovina één gele kaart en tijdens de laatste wedstrijd tegen Ierland ontvingen beide teams twee gele kaarten. Rizzoli floot twee keer een interland van Argentinië. Beide wedstrijden waren onderdeel van het WK 2014. Bij de eerste wedstrijd gaf hij alleen tegenstander Nigeria een gele kaart en bij de kwartfinale tegen België gaf hij Argentinië één en België twee gele kaarten.
Voorafgaand aan de benoeming maakte de FIFA op 7 juli bekend dat 15 van de 25 scheidsrechters kans maken om scheidsrechter te zijn in een van de vier laatste wedstrijden van het toernooi. Hoewel Carlos Velasco Carballo en Yuichi Nishimura beide voor een van hun acties eerder op het toernooi werden bekritiseerd, verschenen zij ook op de lijst. Die lijst werd door de FIFA Referees Committee samengesteld onder leiding van Jim Boyce en er werd vooral naar kwaliteit, maar ook naar medische en lichamelijke toestand en de technische aspecten gekeken. Van die 15 scheidsrechters vielen de Mexicaans Marco Rodríguez, de Turkse Cüneyt Çakır en de Algerijnse Djamel Haimoudi voortijdig af, omdat zij een halve finale of de troostfinale floten. Op 11 juli maakte de FIFA uiteindelijk bekend dat Nicola Rizzoli de wedstrijd zou fluiten.

## Bal
Voor de finale werd niet de Adidas Brazuca gebruikt die voor alle andere wedstrijden op het WK werd gebruikt, maar een speciale uitvoering van deze bal, de Brazuca Final Rio. Daarmee werd de traditie van voorgaande WK's voortgezet om voor de finale een speciale bal te hebben. De bal is door adidas ontworpen. Dat bedrijf heeft alle ballen van het WK sinds 1970 ontworpen. De Brazuca Final Rio werd onthuld op 29 mei 2014 door adidas. Het verschil met de gewone Brazuca is dat deze versie in plaats van oranje, groene en blauwe accenten, groene en goudkleurige accenten heeft. Die twee kleuren zijn overgenomen van de beker van het toernooi. Naast de kleuren is de bal identiek aan de normale Brazuca.

## Verloop

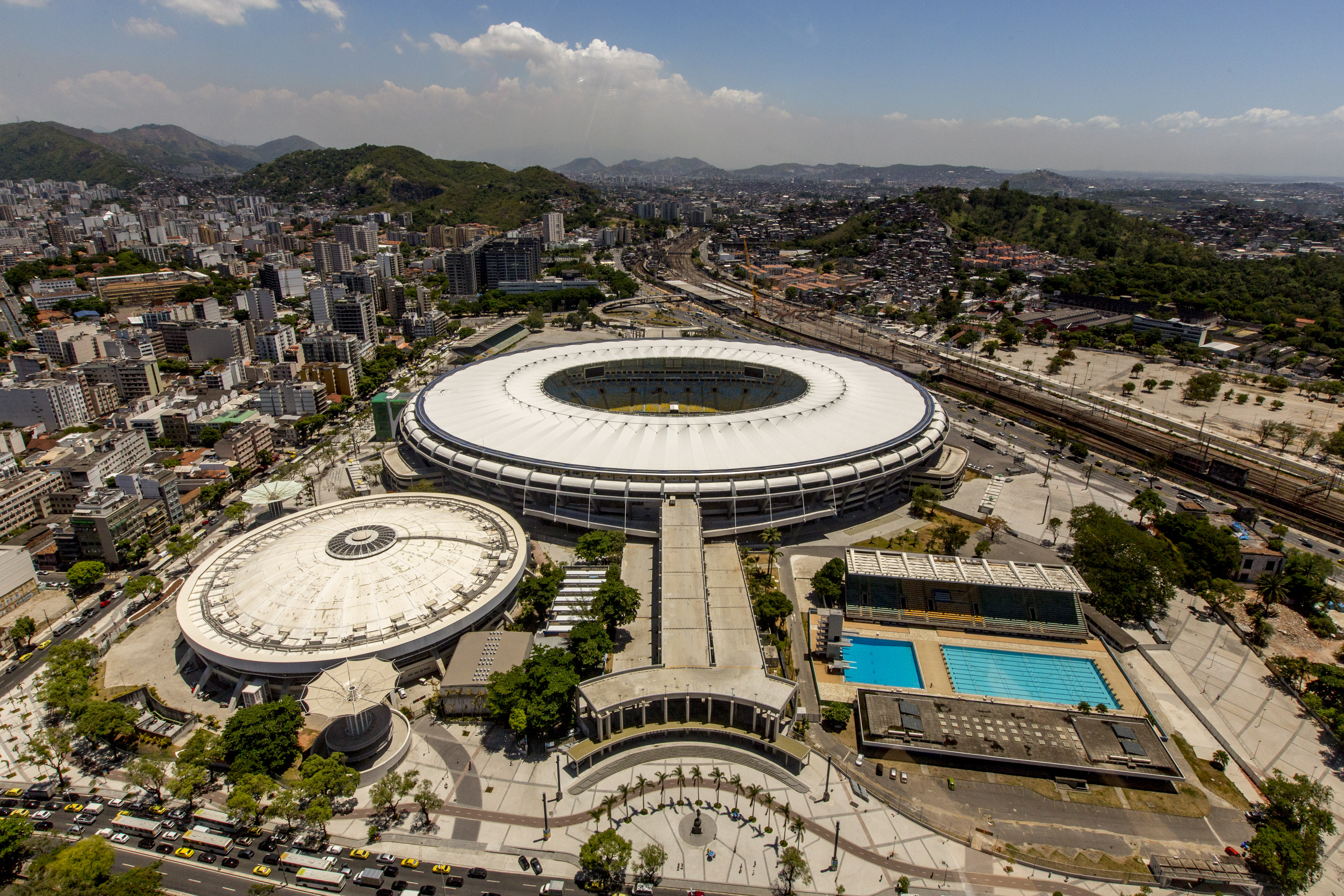
Maracanã, het stadion in Rio de Janeiro, waar de finale werd gespeeld

### Eerste helft
Nog voordat de eerste helft was begonnen, liep de eerste Duitsers al een blessure op. Dat was de Duitse Sami Khedira, die daardoor werd vervangen door Christoph Kramer. Na die wissel gingen beide teams naar het veld en werd het Duitse volkslied ten horen gebracht. De Duitse voetballers zongen volmondig mee en ook bondskanselier Angela Merkel, die de wedstrijd bezocht, zong mee. Aan de andere kant waren de Argentijnse spelers, die helemaal stil waren tijdens hun volkslied. De wedstrijd begon met een wisselend balbezit met kansen voor zowel Duitsland als Argentinië. Dat wisselend balbezit stopte toen er een overtreding op de Duitse Christoph Kramer werd gemaakt en het EHBO-team het veld in moest. Kramer bleef uiteindelijk in het veld en Duitsland kreeg een voordelige vrije trap. Die poging op een doelpunt mislukte en het spel werd toen meer gedomineerd door de Duitsers, die moeite hadden om door de Argentijnse verdediging heen te gaan. Daaraan gevolgd kreeg de Duitser Bastian Schweinsteiger in de 29e minuut een gele kaart voor het neerhalen van Ezequiel Lavezzi. Na die vrije trap kreeg Gonzalo Higuaín de bal in het doel, maar de grensrechter floot voor buitenspel. Daarna besloot Christopher Kramer toch het veld te verlaten en hij werd vervangen door André Schürrle. In de 34e minuut kreeg de Duitser Benedikt Höwedes een gele kaart voor een overtreding op Pablo Zabaleta. Dat was de tweede gele kaart voor de Duitsers in korte tijd. De gele kaart werd gevolgd door een aantal doelkansen voor beide team met ook een aantal corners. Duitsland nam kort achter elkaar twee corners, waarvan Höwedes de laatste tegen de paal kopte.

### Tweede helft
Argentinië begon de tweede helft met een aanval van Lionel Messi, maar daarna was het balbezit hoofdzakelijk van Duitsland. Dat hield op na een gemiste doelkans van Thomas Müller. Na die kans begon Argentinië een aanval, waarbij de Duitse keeper Manuel Neuer en de Argentijnse aanvaller Gonzalo Higuaín tegen elkaar botsten. De scheidsrechter hield de aanvaller, voor wie de EHBO moest komen, verantwoordelijk. Na die overtreding kreeg Duitsland weer veel balbezit, maar had moeite door de Argentijnse verdediging te komen. De Duitse aanval eindigde in een kopbal van Miroslav Klose, die niet in het doel terechtkwam. Daarna kreeg Argentinië twee gele kaarten snel achter elkaar. De eerste in de 64e minuut werd ontvangen door Javier Mascherano voor het tackelen van Miroslav Klose en de tweede werd één minuut later door Sergio Agüero voor een overtreding op Bastian Schweinsteiger ontvangen. Na de overtreding maakte Duitsland nog bijna een doelpunt, maar daarna ontstond een wisselend balbezit op het middenveld. Die periode werd beëindigd met een schot van Lionel Messi. De daaropvolgende periode werd gedomineerd door rustig spel en in het begin kansen voor Duitsland, maar later meer kansen voor Argentinië. Ook werden twee Argentijnen gewisseld. Richting het einde van de tweede helft stormde een supporter het veld op en viel Benedikt Höwedes lastig. De supporter werd door een aantal beveiligers van het veld verwijderd. Aan het einde van de 90 minuten, werd de tweede helft nog met drie minuten verlengd, maar geen van beide landen wist nog een doelpunt te maken.

### Verlenging
Aan het begin van de verlenging besloot de scheidsrechter met een muntje dat Lionel Messi mocht kiezen wie de verlenging zou beginnen. Hij koos Duitsland en dat land begon de verlenging met een belangrijke kans. De rest van de eerste verlenging bleef de bal veel bij Duitsland, maar dat land kwam moeilijk door de Argentijnse verdediging. Aan het eind van de eerste verlenging veroorzaakten beide teams nog een overtreding. De tweede helft van de verlenging begon met een overtreding op Bastian Schweinsteiger. Hij kreeg een elleboog in zijn gezicht, waardoor zijn gezicht bloedde. Schweinsteiger verliet tijdelijk het veld, maar kwam een paar minuten later weer terug. Een paar minuten later werd er gescoord door de Duitser Mario Götze, die de bal kreeg van André Schürrle, nadat Schürrle door de verdediging was gebroken. Na die goal gingen de Argentijnen massaal in de aanval en er kwamen enkele kansen. Bij één kans belandde de bal op het doelnet. Aan het eind van de tweede verlenging werd die nog met twee minuten verlengd. Er werd toen een overtreding op Bastian Schweinsteiger gemaakt en aan het wachten tot hij opstond ging veel tijd verloren. Het duel eindigde met een vrije trap van Lionel Messi.

### Wedstrijdgegevens
|                                             |            |              |            |                                                                                       |
| 13 juli 2014 16:00 UTC−3 «onderlinge duels» | Duitsland  | 1 – 0 (n.v.) | Argentinië | Maracanã, Rio de Janeiro Toeschouwers: 74.738 Scheidsrechter: Nicola Rizzoli (Italië) |
| 13 juli 2014 16:00 UTC−3 «onderlinge duels» | Götze 113' | Verslag      |            | Maracanã, Rio de Janeiro Toeschouwers: 74.738 Scheidsrechter: Nicola Rizzoli (Italië) |

| Duitsland | Argentinië |

| Duitsland:     |    |                        |      |
|                |    |                        |      |
| GK             | 1  | Manuel Neuer           |      |
| RB             | 16 | Philipp Lahm           |      |
| CB             | 20 | Jérôme Boateng         |      |
| CB             | 5  | Mats Hummels           |      |
| LB             | 4  | Benedikt Höwedes       | 34'  |
| CM             | 7  | Bastian Schweinsteiger | 29'  |
| CM             | 23 | Christoph Kramer       | 32'  |
| RW             | 13 | Thomas Müller          |      |
| AM             | 18 | Toni Kroos             |      |
| LW             | 8  | Mesut Özil             | 120' |
| CF             | 11 | Miroslav Klose         | 88'  |
| Wisselspelers: |    |                        |      |
| MF             | 9  | André Schürrle         | 32'  |
| MF             | 19 | Mario Götze            | 88'  |
| DF             | 17 | Per Mertesacker        | 120' |
| Coach:         |    |                        |      |
| Joachim Löw    |    |                        |      |

| Argentinië:       |    |                   |         |
|                   |    |                   |         |
| GK                | 1  | Sergio Romero     |         |
| RB                | 4  | Pablo Zabaleta    |         |
| CB                | 15 | Martín Demichelis |         |
| CB                | 2  | Ezequiel Garay    |         |
| LB                | 16 | Marcos Rojo       |         |
| DM                | 6  | Lucas Biglia      |         |
| DM                | 14 | Javier Mascherano | 64'     |
| RW                | 8  | Enzo Pérez        | 86'     |
| AM                | 10 | Lionel Messi      |         |
| LW                | 22 | Ezequiel Lavezzi  | 46'     |
| CF                | 9  | Gonzalo Higuaín   | 78'     |
| Wisselspelers:    |    |                   |         |
| FW                | 20 | Sergio Agüero     | 46' 65' |
| FW                | 18 | Rodrigo Palacio   | 78'     |
| MF                | 5  | Fernando Gago     | 86'     |
| Coach:            |    |                   |         |
| Alejandro Sabella |    |                   |         |

Man van de wedstrijd:

 Mario Götze

Assistent-scheidsrechter:

 Renato Faverani

 Andrea Stefani

Vierde official:

 Carlos Vera

Vijfde official:

 Christian Lescano

### Statistieken
|                      | Duitsland | Argentinië |
| -------------------- | --------- | ---------- |
| Doelpunten           | 1         | 0          |
| Gele kaarten         | 2         | 2          |
| Rode kaarten         | 0         | 0          |
| Wissels              | 3         | 3          |
| Schoten op doel      | 7         | 2          |
| Schoten naast doel   | 3         | 8          |
| Overtredingen        | 20        | 16         |
| Hoekschoppen         | 5         | 3          |
| Buitenspel           | 3         | 2          |
| Vrije trappen        | 18        | 23         |
| Passes               | 838       | 547        |
| Geslaagde passes (%) | 81        | 72         |
| Balbezit (%)         | 60        | 40         |
| Gelopen afstand (m)  | 110.461   | 101.257    |

## Trivia
- Duits bondskanselier Angela Merkel en Duits bondspresident Joachim Gauck hebben de wedstrijd bijgewoond. Dat zij zouden komen werd op 9 juli door het Duitse kabinet bekendgemaakt.[18] De Argentijnse president Cristina Fernández de Kirchner heeft aangegeven wegens gezondheidsproblemen de reis naar Brazilië niet te maken.[19] Daarnaast waren meer staatshoofden aanwezig, waaronder de Braziliaanse president Dilma Rousseff, Russisch president Vladimir Poetin en Zuid-Afrikaans president Jacob Zuma.[20]
- Tijdens de wedstrijd werd geëxperimenteerd met het filmen met een 360° Ultra HD OmniCam. Die camera is ontwikkeld door het Fraunhofer Heinrich Hertz Institut en filmde de wedstrijd vanaf de tribunes bij de middellijn. De beelden zullen voor het eerste publiekelijk getoond worden in het FIFA World Football Museum in het Zwitserse Zürich, dat volgens planning begin 2016 zal openen.[21]

## Galerij

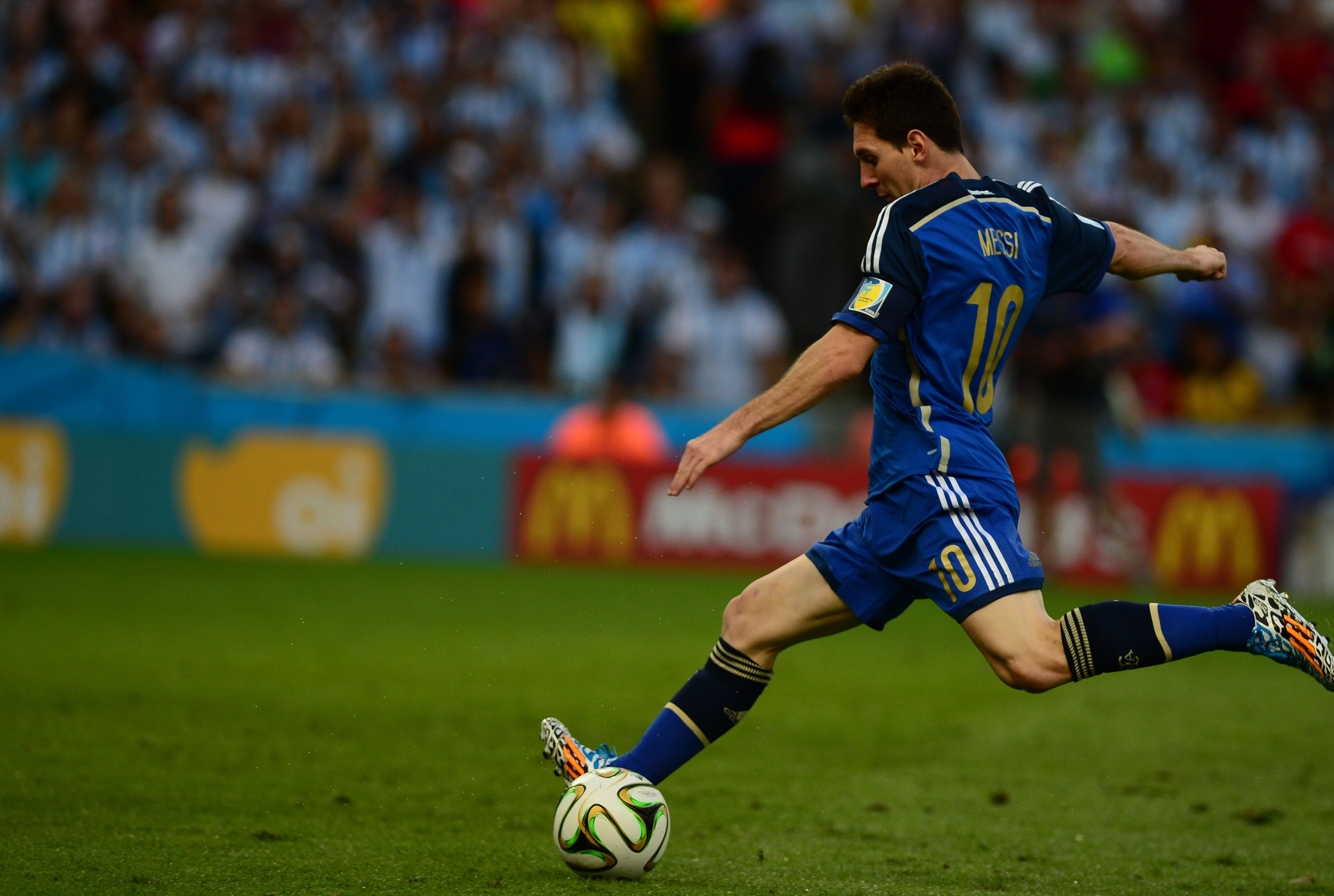
Lionel Messi schiet de bal weg
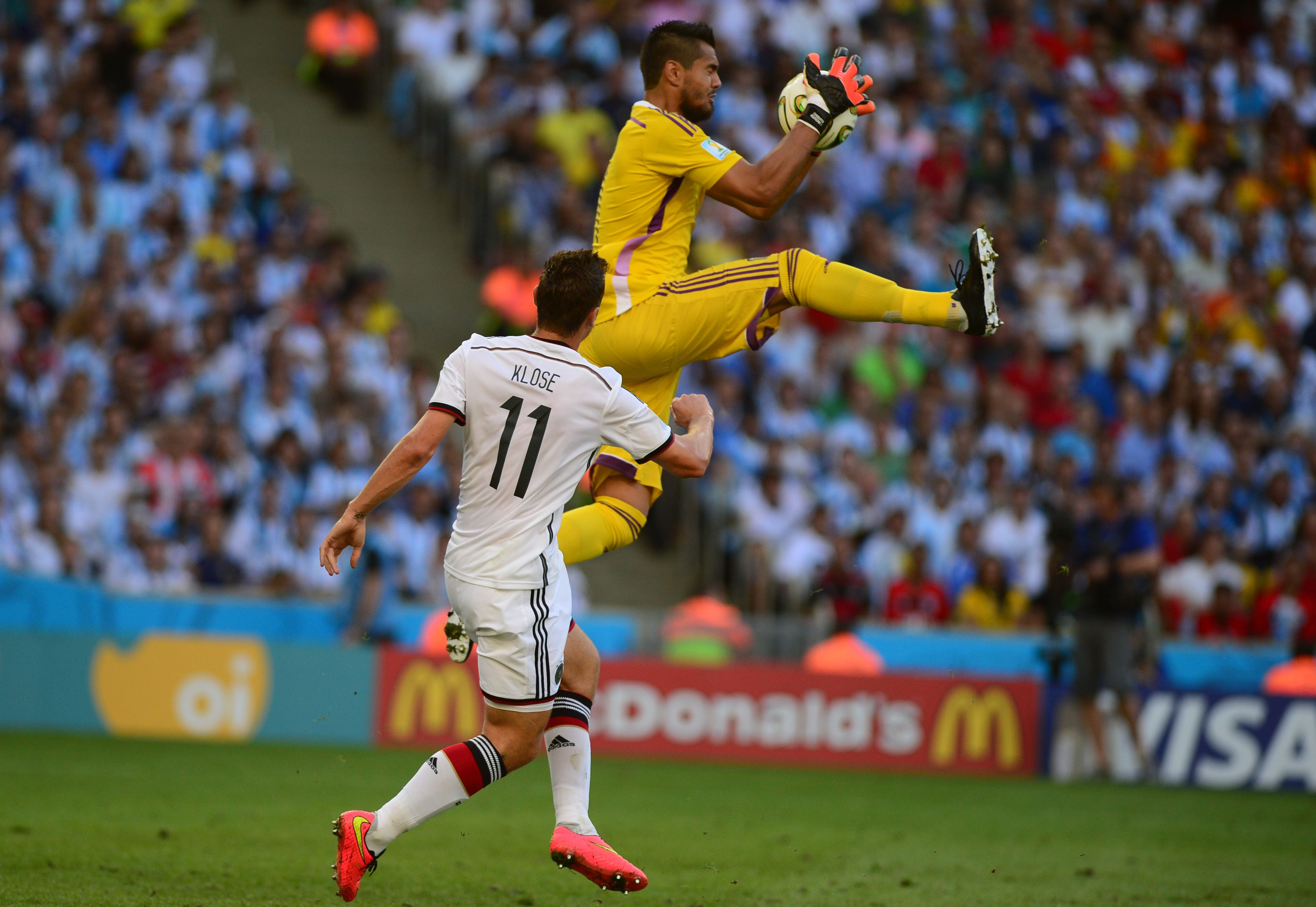
Sergio Romero vangt de bal
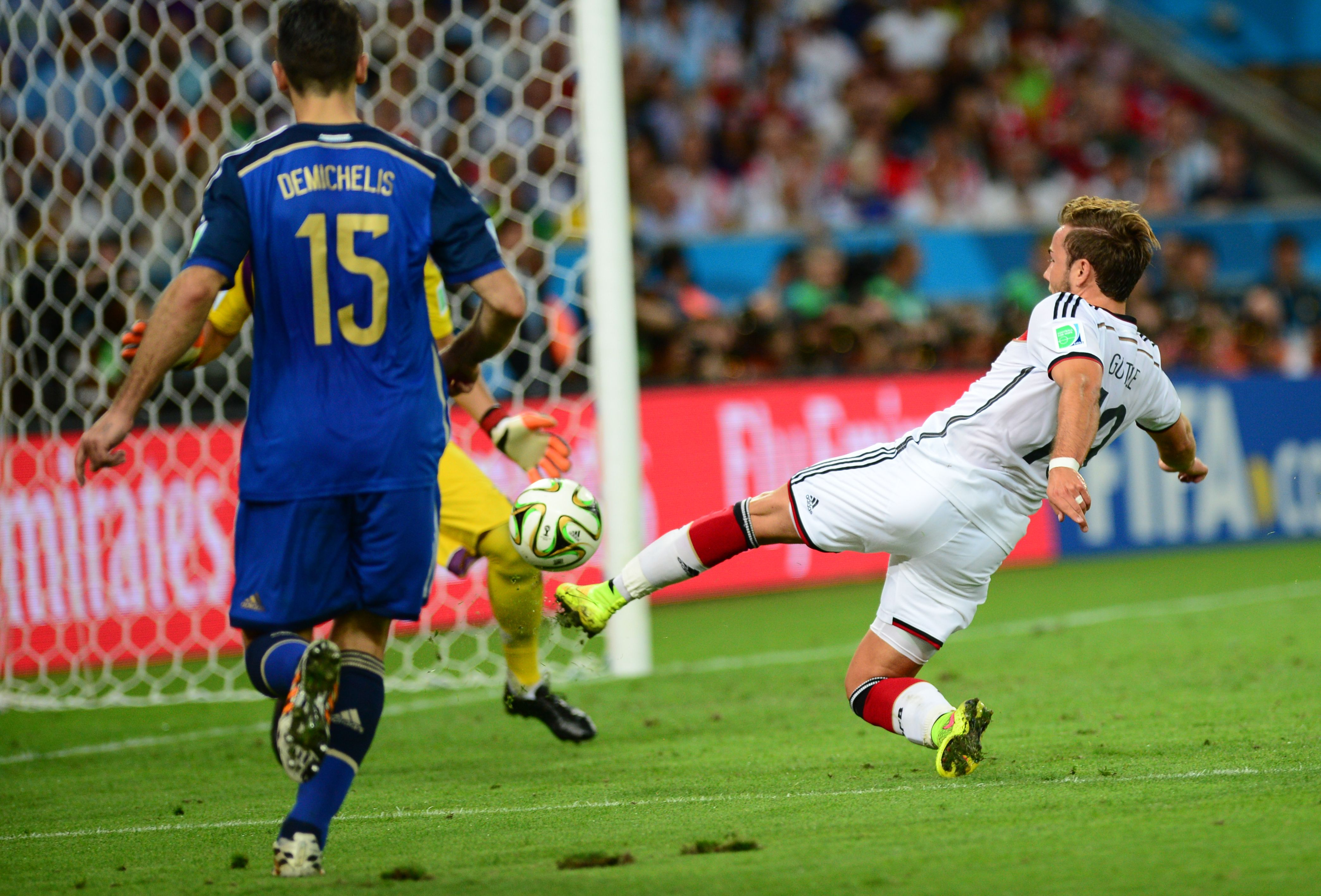
De goal van Mario Götze in de verlenging
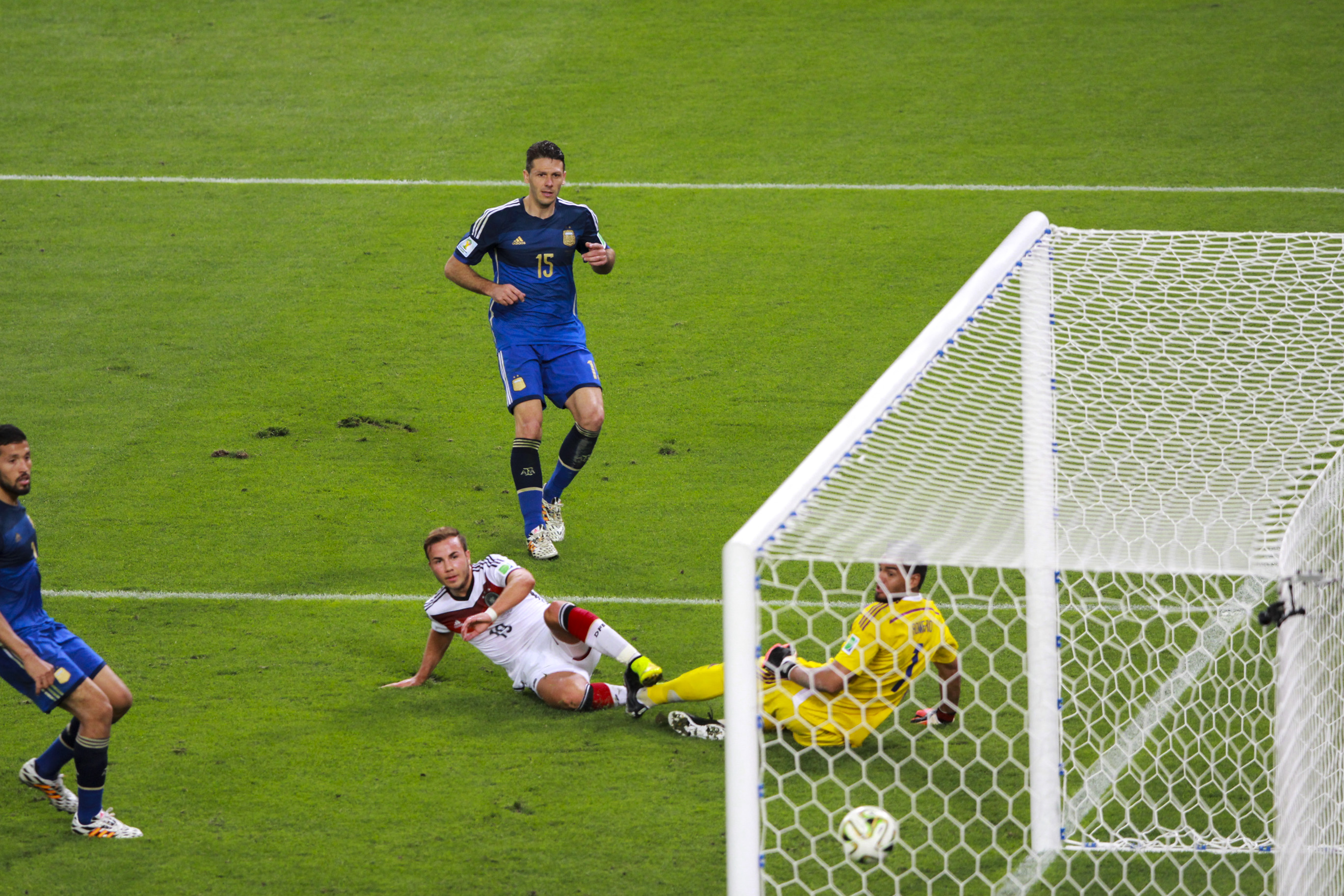
De goal van Götze in de verlenging
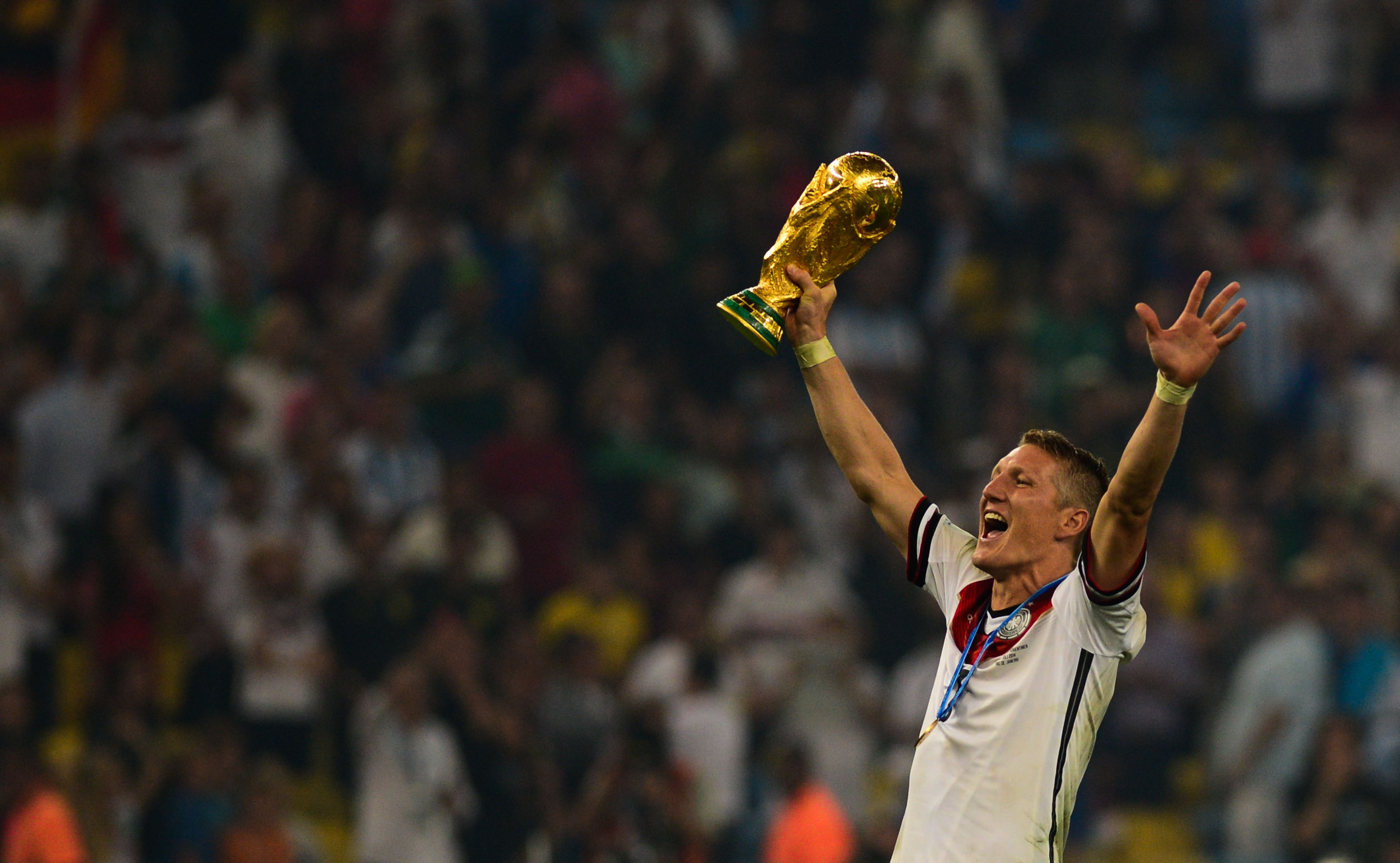
Bastian Schweinsteiger met de beker

## Wedstrijden
| Groepswedstrijden      |                       |                         |                       |                         |                        |                        |                         |
| Groep A                | Groep B               | Groep C                 | Groep D               | Groep E                 | Groep F                | Groep G                | Groep H                 |
| Brazilië – Kroatië     | Spanje – Nederland    | Colombia - Griekenland  | Uruguay – Costa Rica  | Zwitserland – Ecuador   | Argentinië – Bosnië    | Duitsland – Portugal   | België – Algerije       |
| Mexico – Kameroen      | Chili – Australië     | Ivoorkust – Japan       | Engeland – Italië     | Frankrijk – Honduras    | Iran – Nigeria         | Ghana – U.S.A.         | Rusland – Zuid-Korea    |
| Kameroen – Kroatië     | Australië – Nederland | Japan – Griekenland     | Italië – Costa Rica   | Honduras – Ecuador      | Nigeria – Bosnië       | U.S.A. – Portugal      | Zuid-Korea – Algerije   |
| Brazilië – Mexico      | Spanje – Chili        | Colombia – Ivoorkust    | Uruguay – Engeland    | Zwitserland – Frankrijk | Argentinië – Iran      | Duitsland – Ghana      | België – Rusland        |
| Kameroen – Brazilië    | Australië – Spanje    | Japan – Colombia        | Italië – Uruguay      | Honduras – Zwitserland  | Nigeria – Argentinië   | U.S.A. – Duitsland     | Zuid-Korea – België     |
| Kroatië – Mexico       | Nederland – Chili     | Griekenland – Ivoorkust | Costa Rica – Engeland | Ecuador – Frankrijk     | Bosnië – Iran          | Portugal – Ghana       | Algerije – Rusland      |
| Achtste finales        |                       |                         |                       |                         |                        |                        |                         |
| Brazilië Chili         | Colombia Uruguay      | Frankrijk Nigeria       | Duitsland Algerije    | Nederland Mexico        | Costa Rica Griekenland | Argentinië Zwitserland | België Verenigde Staten |
| Kwartfinales           |                       |                         |                       |                         |                        |                        |                         |
| Brazilië – Colombia    | Brazilië – Colombia   | Frankrijk – Duitsland   | Frankrijk – Duitsland | Nederland – Costa Rica  | Nederland – Costa Rica | Argentinië – België    | Argentinië – België     |
| Halve finales          |                       |                         |                       |                         |                        |                        |                         |
| Brazilië – Duitsland   | Brazilië – Duitsland  | Brazilië – Duitsland    | Brazilië – Duitsland  | Nederland – Argentinië  | Nederland – Argentinië | Nederland – Argentinië | Nederland – Argentinië  |
| Troostfinale           |                       |                         |                       |                         |                        |                        |                         |
| Brazilië – Nederland   |                       |                         |                       |                         |                        |                        |                         |
| Finale                 |                       |                         |                       |                         |                        |                        |                         |
| Duitsland – Argentinië |                       |                         |                       |                         |                        |                        |                         |

DFB · A-internationals · Bondscoaches · Duits vrouwenelftal · Olympisch elftal · Duitsland U21 · Duitsland U20 · Duitsland U19 · Duitsland U18 · Duitsland U17 · Duitsland U16 · Vrouwen U17
1905 – 1919 · 
1920 – 1929 · 
1930 – 1939 · 
1940 – 1949 · 
1950 – 1959 · 
1960 – 1969 · 
1970 – 1979 · 
1980 – 1989 · 
1990 – 1999 · 
2000 – 2009 · 
2010 – 2019 · 
2020 – 2029
EK's: 1972 · 
1976 · 
1980 · 
1984 · 
1988 · 
1992 · 
1996 · 
2000 · 
2004 · 
2008 · 
2012 · 
2016 · 
2020 · 
2024
CC: 1999 · 
2005 · 
2017
WK's: 1934 ·
1938 · 
1954 · 
1958 · 
1962 · 
1966 · 
1970 · 
1974 · 
1978 · 
1982 · 
1986 · 
1990 · 
1994 · 
1998 · 
2002 · 
2006 · 
2010 · 
2014 · 
2018 · 
2022
OS: 1912 ·
1928 ·
1936 ·
2016 ·
2020
Albanië ·
Algerije ·
Argentinië ·
Armenië ·
Australië ·
Azerbeidzjan ·
België ·
Bohemen en Moravië ·
Bolivia ·
Bosnië en Herzegovina ·
Brazilië ·
Bulgarije ·
Canada ·
Chili ·
China ·
Colombia ·
Costa Rica ·
Cyprus ·
DDR ·
Denemarken ·
Ecuador ·
Egypte ·
Engeland ·
Estland ·
Faeröer ·
Finland ·
Frankrijk ·
Georgië ·
Ghana ·
Gibraltar ·
GOS ·
Griekenland ·
Hongarije ·
Ierland ·
IJsland ·
Iran ·
Israël ·
Italië ·
Ivoorkust ·
Japan ·
Joegoslavië ·
Kameroen ·
Kazachstan ·
Koeweit ·
Kroatië ·
Letland ·
Liechtenstein ·
Litouwen ·
Luxemburg ·
Malta ·
Marokko ·
Mexico ·
Moldavië ·
Nederland ·
Nieuw-Zeeland ·
Nigeria ·
Noord-Ierland ·
Noord-Macedonië ·
Noorwegen ·
Oekraïne ·
Oman ·
Oostenrijk ·
Paraguay ·
Peru ·
Polen ·
Portugal ·
Roemenië ·
Rusland ·
Saarland ·
San Marino ·
Saoedi-Arabië ·
Schotland ·
Servië ·
Servië en Montenegro · 
Slovenië ·
Slowakije ·
Sovjet-Unie ·
Spanje ·
Thailand ·
Tsjechië ·
Tsjecho-Slowakije ·
Tunesië ·
Turkije ·
Uruguay ·
Verenigde Arabische Emiraten ·
Verenigde Staten ·
Wales ·
Wit-Rusland ·
Zuid-Afrika ·
Zuid-Korea ·
Zweden ·
Zwitserland
Algerije (1982) · 
Algerije (2014) · 
Argentinië (1986) ·
Argentinië (1990) ·
Argentinië (2006) ·
Argentinië (2014) · 
Australië (2010) ·
België (1980) · 
Brazilië (2002) ·
Brazilië (2014) · 
Chili (1982) ·
Costa Rica (2006) ·
Denemarken (1992) ·
Denemarken (2012) · 
Ecuador (2006) ·
Engeland (1966) ·
Engeland (1982) ·
Engeland (2010) ·
Engeland (2021) ·
Frankrijk (2014) · 
Frankrijk (2021) · 
Ghana (2014) ·
Griekenland (2012) · 
Hongarije (1954, 2) ·
Hongarije (2021) ·
Italië (1982) ·
Italië (2006) ·
Italië (2012) · 
Japan (2022) · 
Kroatië (2008) ·
Mexico (2018) ·
Nederland (1974) ·
Nederland (2012) ·
Oekraïne (2016) ·
Oostenrijk (1982) ·
Oostenrijk (2008) ·
Polen (2006) ·
Polen (2008) ·
Polen (2016) ·
Portugal (2006) ·
Portugal (2008) ·
Portugal (2012) ·
Portugal (2014) ·
Portugal (2021) ·
Servië (2010) ·
Sovjet-Unie (1972) · 
Spanje (1982) ·
Spanje (2008) ·
Spanje (2022) ·
Tsjechië (1996, 2) · 
Tsjecho-Slowakije (1976) ·
Turkije (2008) ·
Verenigde Staten (2014) ·
Zuid-Korea (2018) ·
Zweden (2006)
AUF · A-internationals · Selecties · Bondscoaches · Argentijns vrouwenelftal · Olympisch elftal · Argentinië U21 · Argentinië U20 · Argentinië U19 · Argentinië U18 · Argentinië U17
1900 – 1909 ·
1910 – 1919 ·
1920 – 1929 ·
1930 – 1939 ·
1940 – 1949 ·
1950 – 1959 ·
1960 – 1969 ·
1970 – 1979 ·
1980 – 1989 ·
1990 – 1999 ·
2000 – 2009 ·
2010 – 2019 ·
2020 − 2029
WK 1930 · 
WK 1934 · 
WK 1958 · 
WK 1962 · 
WK 1966 · 
WK 1974 · 
WK 1978 · 
WK 1982 · 
WK 1986 · 
WK 1990 · 
WK 1994 · 
WK 1998 · 
WK 2002 · 
WK 2006 · 
WK 2010 · 
WK 2014 · 
WK 2018 ·
WK 2022
OS 1928 · 
OS 1988 · 
OS 1996 · 
OS 2004 · 
OS 2008 · 
OS 2016 · 
OS 2020
1902 · 
1903 · 
1904 · 
1905 · 
1906 · 
1907 · 
1908 · 
1909 ·
1910 · 
1911 · 
1912 · 
1913 · 
1914 · 
1915 · 
1916 · 
1917 · 
1918 · 
1919 ·
1920 · 
1921 · 
1922 · 
1923 · 
1924 · 
1925 · 
1926 · 
1927 · 
1928 · 
1929 ·
1930 · 
1931 · 
1932 · 
1933 · 
1934 · 
1935 · 
1936 · 
1937 · 
1938 · 
1939 ·
1940 · 
1941 · 
1942 · 
1943 · 
1944 · 
1945 · 
1946 · 
1947 · 
1948 · 1949 · 
1950 · 
1951 · 
1952 · 
1953 · 
1954 · 
1955 · 
1956 · 
1957 · 
1958 · 
1959 ·
1960 · 
1961 · 
1962 · 
1963 · 
1964 · 
1965 · 
1966 · 
1967 · 
1968 · 
1969 ·
1970 · 
1971 · 
1972 · 
1973 · 
1974 · 
1975 · 
1976 · 
1977 · 
1978 · 
1979 ·
1980 · 
1981 · 
1982 · 
1983 · 
1984 · 
1985 · 
1986 · 
1987 · 
1988 · 
1989 ·
1990 ·
1991 · 
1992 · 
1993 · 
1994 · 
1995 · 
1996 · 
1997 · 
1998 · 
1999 · 
2000 · 
2001 · 
2002 · 
2003 · 
2004 · 
2005 · 
2006 · 
2007 · 
2008 · 
2009 · 
2010 · 
2011 · 
2012 · 
2013 · 
2014 ·
2015 ·
2016 ·
2017 ·
2018 ·
2019 ·
2020 ·
2021 ·
2022 ·
2023
Albanië ·
Algerije ·
Angola ·
Australië ·
België ·
Bolivia ·
Bosnië en Herzegovina · 
Brazilië ·
Bulgarije ·
Canada ·
Chili ·
China ·
Colombia ·
Costa Rica · 
Curaçao ·
Denemarken ·
DDR ·
Duitsland ·
Ecuador ·
Egypte ·
El Salvador ·
Engeland ·
Estland ·
Frankrijk ·
Ghana ·
Griekenland ·
Guatemala ·
Haïti ·
Honduras ·
Hongarije ·
Hongkong ·
Ierland ·
IJsland ·
India ·
Indonesië ·
Irak ·
Iran ·
Israël ·
Italië ·
Ivoorkust ·
Jamaica ·
Japan ·
Joegoslavië ·
Kameroen ·
Kroatië ·
Libië ·
Litouwen · 
Marokko ·
Mexico ·
Nederland ·
Nicaragua ·
Nigeria ·
Noord-Ierland ·
Noorwegen ·
Oostenrijk ·
Panama ·
Paraguay ·
Peru ·
Polen ·
Portugal · 
Qatar ·
Roemenië ·
Rusland · 
Saoedi-Arabië · 
Schotland ·
Servië en Montenegro ·
Singapore ·
Slovenië ·
Slowakije ·
Sovjet-Unie ·
Spanje ·
Trinidad en Tobago ·
Tsjecho-Slowakije ·
Tunesië ·
Uruguay ·
Venezuela ·
Verenigde Arabische Emiraten ·
Verenigde Staten ·
Wales ·
Wit-Rusland · 
Zuid-Afrika ·
Zuid-Korea ·
Zweden ·
Zwitserland
Australië (2022) ·
België (2014) ·
Bosnië en Herzegovina (2014) ·
Brazilië (1982) ·
Brazilië (2005) ·
Denemarken (1995) ·
Duitsland (2006) ·
Duitsland (2014) ·
Frankrijk (2018) ·
Frankrijk (2022) ·
IJsland (2018) ·
Iran (2014) ·
Italië (1982) ·
Ivoorkust (2006) ·
Kroatië (2018) ·
Kroatië (2022) ·
Mexico (2006) ·
Nederland (1978) ·
Nederland (2006) ·
Nederland (2014) ·
Nederland (2022) ·
Nigeria (2010) ·
Nigeria (2014) ·
Nigeria (2018) ·
Saoedi-Arabië (1992) ·
Saoedi-Arabië (2022) · 
Servië en Montenegro (2006) ·
West-Duitsland (1986) · West-Duitsland (1990) ·
Zwitserland (2014)